# Le Destin de Robert Shannon
 (janvier 2022).
Si vous disposez d'ouvrages ou d'articles de référence ou si vous connaissez des sites web de qualité traitant du thème abordé ici, merci de compléter l'article en donnant les références utiles à sa vérifiabilité et en les liant à la section « Notes et références ».
Le Destin de Robert Shannon (Shannon's Way) est un roman de A. J. Cronin Archibald Joseph Cronin (1896-1981)  publié en 1948 qui fait suite au roman Les Vertes Années . Ce roman met en scène une histoire qui se passe dans les années 1920. 
Grâce à l'héritage de son grand-père bien-aimé, Robert Shannon a pu réaliser son rêve et suivre des études de médecine. Après de brillantes études, Robert Shannon a toujours beaucoup d'ambition et veut marquer le monde scientifique, mais il est bougon et a parfois un caractère emporté ce qui l'amène à ne pas toujours prendre les meilleurs décisions. Dans le destin de Robert Shannon, on retrouve le héros à l'âge adulte, dans son parcours de médecin chercheur.

## Résumé
Robert Shannon est un jeune médecin pauvre mais très ambitieux qui, plutôt que de s’installer à son compte et avoir sa propre clientèle, préfère se consacrer à la recherche scientifique en bactériologie qui l'attire irrémédiablement. En effet, il développe un intérêt pour une maladie contractée à partir du lait de vache infecté et consacre son temps libre à sa recherche: il s'agit de brucellose. Malheureusement, ce domaine de la recherche biomédicale est très mal rémunéré, de surcroit, Robert n'a pas de réseau de connaissances, et est un médecin qui vient d'une classe peu favorisée de la Grande-Bretagne. De plus, il choisit un poste modeste dans la section pathologie dirigée par le Professeur Usher pour pouvoir travailler en laboratoire. Cependant, à ce poste, il n’a aucune latitude et est obligé de respecter à la lettre les directives de son supérieur, le Professeur Usher très autoritaire, alors que Robert a une idée de recherche qui lui parait novatrice, une épreuve de force s'engage alors entre lui et le Professeur. Ne pouvant pas mettre en pratique ses idées innovantes, Robert décide de profiter de l’absence du Professeur, pour se consacrer à ce qui lui parait primordial; ses recherches personnelles et de complètement laisser en suspens celles pour lesquelles il est employé.
Un de ses collègues le dénonce et le Professeur Usher revient quelques jours plus tôt que prévu pour le prendre sur le fait. Usher lui demande alors de reprendre les recherches pour lesquelles il est payé. Comme son collègue est jaloux de lui, il va jusqu’à faire place nette du contenu de toutes les éprouvettes alors qu’il était sur la bonne voie pour réussir.
Robert préfère alors démissionner et cherche une autre place dans un hôpital. De l'hôpital de Dalnair au dispensaire du docteur Mathers et à l'asile d'Eastershaws, dix-huit mois passent à surmonter les obstacles. Malheureusement ce n’est pas la bonne période : tous les postes sont déjà pourvus et il se retrouve sans rien.
Du côté de sa vie sentimentale les choses ne vont guère mieux. Celle qu’il aime; Joan Law, étudiante en médecine, vient de découvrir que Robert lui a menti sur sa vie et surtout sur sa religion. Robert est de confession catholique alors que Joan est une fervente protestante. En ce début de XXe siècle les considérations religieuses ont encore beaucoup de poids et ils se séparent.
Robert finit par trouver un poste vacant dans un petit hôpital de province. Pour être sûr d’avoir ce poste, il demande à son tuteur de le recommander. Ce dernier accepte à la seule condition que si le jeune homme n’obtient pas ce poste il acceptera de prendre une clientèle privée et de devenir un petit médecin de campagne.
Les choses se passent relativement bien jusqu’au jour où il a des mots avec une infirmière qui est responsable de la mort d’un enfant. Malheureusement pour lui, elle connait un des membres du comité de direction et c’est lui qui perd son poste, bien qu’il ne soit pour rien dans ce décès.
Malgré tout, Robert se réconcilie avec son amie Joan Law, mais les parents de la jeune fille s'opposent à leur fréquentation. Robert parvient néanmoins à convaincre Joan de devenir son assistante de recherche tout en promettant  de ne plus lui parler d’amour. Pendant des mois, ils vont ainsi travailler ensemble mais il finit par vouloir plus qu’une simple relation professionnelle et elle l’abandonne.
Ses recherches ont bien progressé et un professeur lui propose un poste dans un hôpital psychiatrique qui possède un très bon laboratoire. Il pourra ainsi y terminer ses expériences avec tout le matériel nécessaire.
Alors qu’il est sur le point de publier sa thèse sur la brucellose, Robert se rend compte qu’un chercheur américain l’a devancé et vient de rendre publiques ses propres études. C’en est trop pour Robert qui sombre dans la dépression et mettra des mois à s’en remettre. Une fois sa convalescence terminée,  sa famille, conformément à sa promesse veut lui faire prendre une clientèle privée. Il est sur le point d’accepter quand celle qu’il aime, Joan, vient lui dire que sa maladie lui a ouvert les yeux et qu’elle ne peut pas vivre sans lui.
Joan lui annonce aussi qu’avec son ancien professeur, elle lui a trouvé un poste dans un laboratoire suisse et qu’elle est prête à l’y suivre. Bien sûr il n’a pas besoin de réfléchir et s’empresse d’accepter.